# Buzet-sur-Baïse
Buzet-sur-Baïse è un comune francese di 1 275 abitanti situato nel dipartimento del Lot e Garonna nella regione della Nuova Aquitania.

## Società

### Evoluzione demografica
Abitanti censiti